# Charlotte của Bỉ
Charlotte của Bỉ (Marie Charlotte Amélie Augustine Victoire Clémentine Léopoldine; 7 tháng 6 năm 1840 – 19 tháng 1 năm 1927), được biết đến với tên theo tiếng Tây Ban Nha là Carlota, bà sinh ra là Vương nữ của Vương quốc Bỉ và là thành viên của Nhà Wettin thuộc chi nhánh của Sachsen-Coburg và Gotha (vì vậy Charlotte cũng được phong là Vương nữ xứ Sachsen-Coburg và Gotha và Nữ Công tước xứ Sachsen). Bà là vợ của Đại công tước Maximilian của Áo, Phó vương của Lombardo–Veneto và sau này là Hoàng đế của Đệ nhị Đế chế Mexico, vì thế Charlotte trở thành Đại công tước phu nhân của Áo (năm 1857) và Hoàng hậu của Mexico (năm 1864). Bà là con gái, cháu gái, chị gái, chị dâu, em họ và vợ của các vị vua trị vì hoặc bị phế truất trên khắp châu Âu và Mexico.
Kể từ khi bắt đầu cuộc hôn nhân, Charlotte đã có mối hiềm khích với chị dâu là Hoàng hậu Elisabeth, vợ của Hoàng đế Franz I, vì thế bà rất vui khi chồng của mình được đưa đến Bán đảo Ý để giữ chức Phó vương của Lombardy – Venetia. Vào thời điểm này, chồng của Charlotte được Hoàng đế Napoléon III chọn để đưa lên ngai vàng México. Maximilian và Charlotte (được biết đến bởi người Tây Ban Nha là Carlota) đã đến Thành phố Mexico vào năm 1864, nhưng triều đại của họ chỉ kéo dài hơn 3 năm một chút. Bà đã hỗ trợ chồng mình, người đã để bà cai trị với tư cách nhiếp chính trong thời gian ông vắng mặt ở Mexico, vì lý do đó bà được coi là người phụ nữ đầu tiên cai trị ở châu Mỹ. Khi Hoàng đế Napoléon III ra lệnh rút viện trợ quân sự của Pháp khỏi Mexico, tình thế của Charlotte với chồng trở nên không thể cứu vãn.
Theo sáng kiến của riêng mình, Charlotte quyết định đích thân đến Châu Âu để cố gắng tiếp cận Paris và Lãnh địa Giáo hoàng lần cuối. Bà đến Pháp vào tháng 8 năm 1866, nhưng bị cả Hoàng đế Napoléon III và Giáo hoàng Pius IX từ chối liên tiếp. Tại Roma, sự thất bại này dường như đã ảnh hưởng đến sức khỏe tâm thần của Charlotte đến mức một bác sĩ đã ủng hộ việc giam giữ bà trong Lâu đài Miramare. Chính trong thời gian bị quản thúc tại gia, Hoàng đế Maximilian đã bị Benito Juárez phế truất và hành quyết vào tháng 6 năm 1867. Không biết rằng mình giờ đã là một góa phụ, Charlotte được đưa trở lại Bỉ và bị giam giữ liên tiếp trong Pavilion de Tervueren (vào năm 1867 và một lần nữa trong 1869–1879), Cung điện Laeken (trong thời gian 1867–1869) và cuối cùng là Lâu đài Bouchout ở Meise (từ 1879), nơi bà ở trong 48 năm tiếp theo trong trạng thái của bệnh tâm thần, trước khi qua đời vào năm 1927 ở tuổi 86.

## Cuộc sống đầu đời

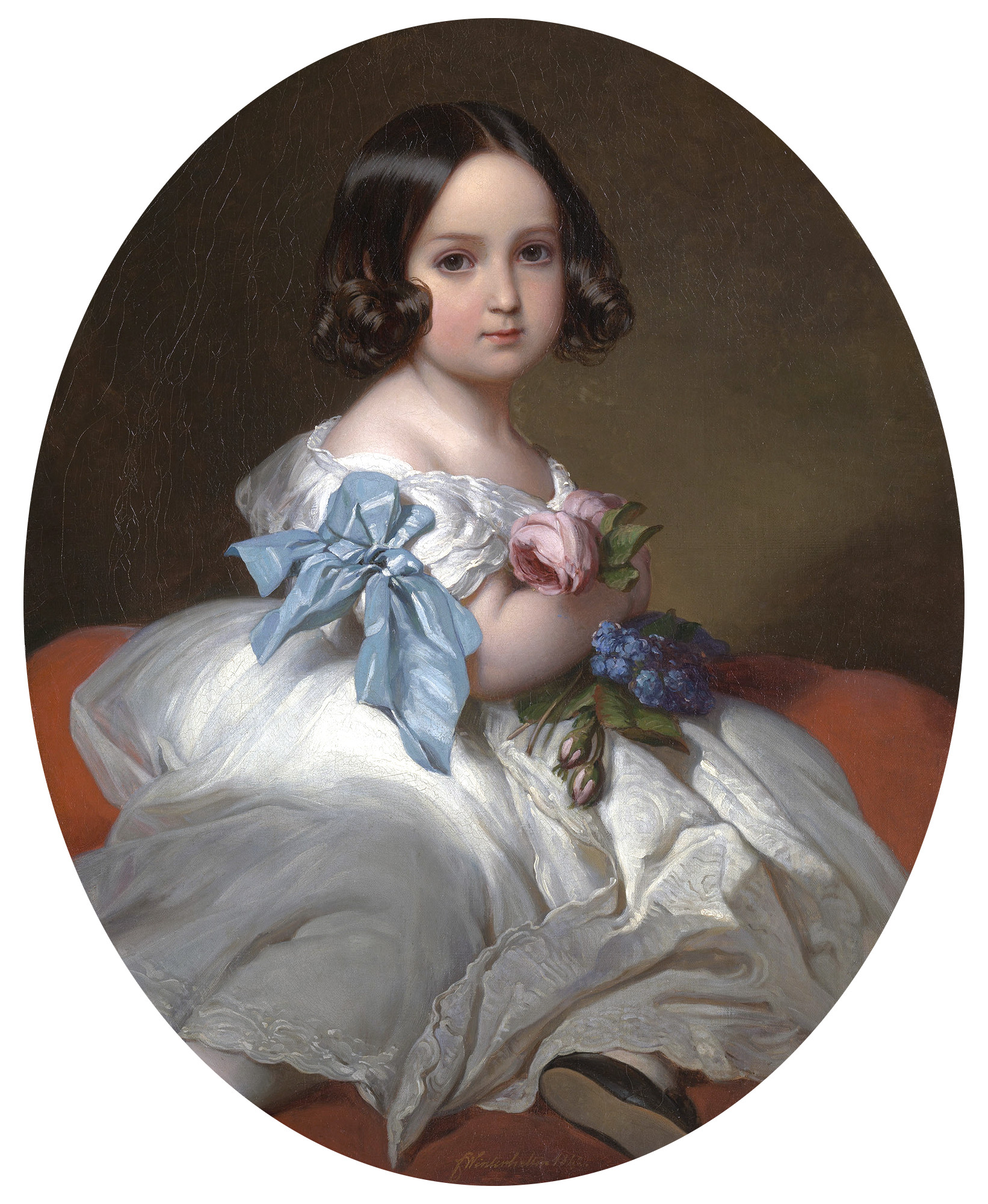
Charlotte của Bỉ, chân dung của Franz Xaver Winterhalter, 1842.

Marie Charlotte Amélie Augustine Victoire Clémentine Léopoldine xứ Sachsen-Coburg và Gotha, được biết đến nhiều hơn với cái tên Charlotte, là con gái của Vua Léopold I của Bỉ và Louise Marie của Orléans. Tên đầu tiên của cô bày tỏ lòng kính trọng đối với cố Vương tôn nữ Charlotte Augusta xứ Wales, người vợ đầu tiên của cha cô.
Charlotte là người con thứ tư và đồng thời là con gái duy nhất của cặp vợ chồng vương thất Bỉ, sau Louis-Philippe (qua đời khi chưa đầy một tuổi vào năm 1834), Vương tử Léopold (sinh năm 1835) và Vương tử Philippe (sinh năm 1837). Lần mang thai cuối cùng của Vương hậu Louise khó khăn đến mức người ta lo sợ sảy thai vào tháng 4, nhưng vào lúc 1 giờ sáng ngày 7 tháng 6 năm 1840, Charlotte chào đời khỏe mạnh tại Cung điện Laeken. Ban đầu thất vọng vì sự ra đời của một cô con gái, nhưng sau đó Vua Léopold I dần dần thay đổi suy nghi và trở nên yêu thương cô con gái của mình, Charlotte mau chóng đã trở thành đứa con được ông yêu quý nhất.
Thông qua mẹ của cô, Charlotte là cháu ngoại của Vua Pháp Louis Philippe I và Maria Amalia của Hai Sicilia, và thông qua cha cô, Charlotte là em họ đời đầu  của Nữ vương Victoria của Vương quốc Liên hiệp Anh và Ireland; nhờ những mối quan hệ này, và ngoài việc thường xuyên ở lại thành phố Ostend vào mùa hè, Charlotte đã có những kỳ nghỉ dài ngày với ông bà ngoại tại dinh thự vương gia Pháp và tại nhà của người chị họ ở Lâu đài Windsor. Cô thân với bà ngoại của mình, Vương hậu Maria Amalia, và hai người thường xuyên trao đổi thư từ; sau Cách mạng Pháp 1848 truất ngôi ông bà ngoại của cô và họ phải sống lưu vong ở Anh, trong vài tuần trong năm, Charlotte ở lại Claremont cùng gia đình lưu vong của mẹ cô.

## Giáo dục

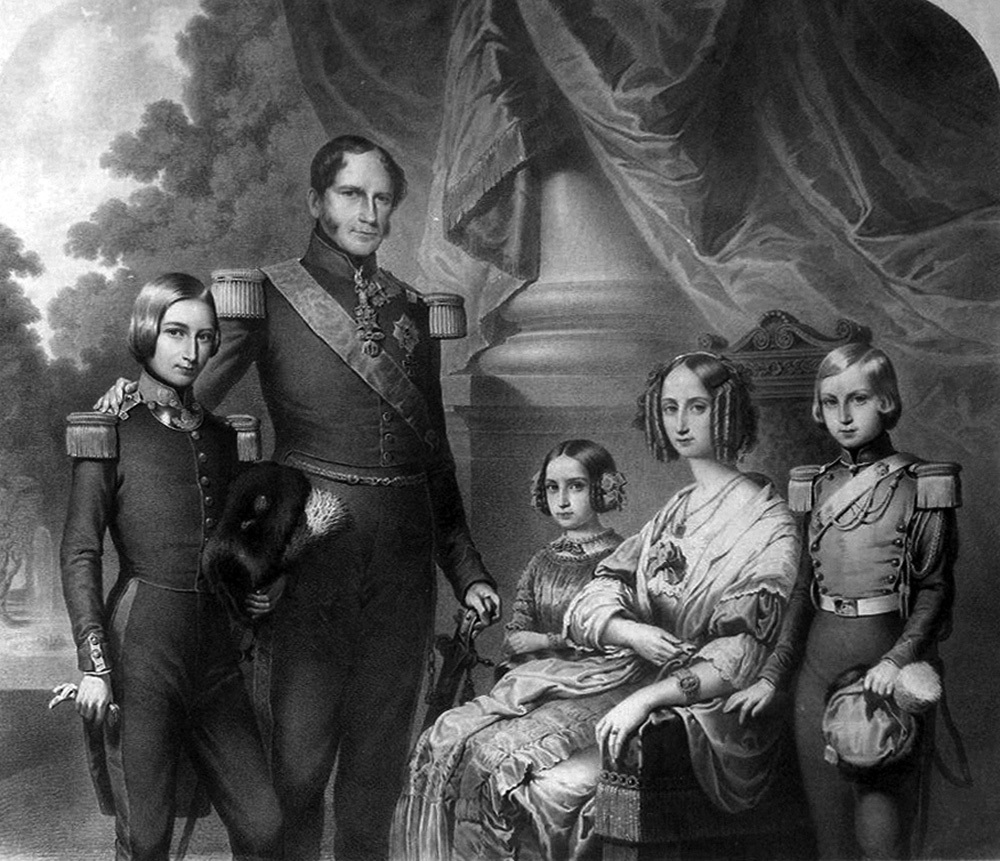
Vua Léopold I của Bỉ và gia đình, tranh của Charles Baugniet, năm 1850.

Khi mẹ Charlotte qua đời vào ngày 11 tháng 10 năm 1850, cô mới 10 tuổi, điều này đã làm ảnh hưởng đến tâm lý của một cô bé sôi nổi và phóng khoáng, cô ấy nhanh chóng trở thành một thiếu niên trầm ngâm và hướng nội. Cố Vương hậu Louise đã đích thân giám sát việc giáo dục và dạy dỗ những đứa trẻ vương hậu. Tôn trọng nguyện vọng của người vợ đã khuất, Nhà vua bổ nhiệm Nữ bá tước Denise d'Hulst, một quý tộc người Pháp, chăm sóc đặc biệt cho Charlotte, người mà bà trở thành gia sư. Nhà vua thường không có mặt ở Cung điện Laeken, Léopold I ít có mặt cùng các con của ông và hậu quả là chúng phải gánh chịu nhiều vấn đề về cảm xúc. Ngay từ rất sớm, Charlotte đã có thể diễn đạt bằng lời nói và viết bằng tiếng Pháp, tiếng Anh và tiếng Đức. Hướng dẫn tôn giáo của cô được phụ trách bởi Victor-Auguste-Isidor Deschamps, sau này là Hồng y và Tổng giám mục của Mechelen và do đó là Tổng giám mục của Bỉ. Tôn giáo chiếm một vị trí quan trọng trong cuộc sống của công chúa.
Léopold I yêu cầu các con của mình thường xuyên kiểm tra cảm xúc, tin rằng những người đứng đầu đội vương miện phải sở hữu tính cách mạnh mẽ. Sau khi Madame d'Hulst trở về Pháp, chính Nữ bá tước Marie-Auguste de Bovée, gia sư mới của cô, đã giáo dục Charlotte, khuyến khích cô đọc và suy niệm hàng ngày về Tấm gương của Chúa (The Imitation of Christ). Ở tuổi 13, tác giả yêu thích của cô là Plutarch, trong khi cô đánh giá Ovidius là trẻ con. Ngay từ rất sớm, cô đã tin chắc rằng hoàng gia sẽ phải chịu trách nhiệm trước Chúa nhiều hơn phần còn lại của nhân loại. Năm 15 tuổi, cô đã viết rằng: "Nỗi ám ảnh về việc học khiến xã hội trở nên nhạt nhẽo". Ở tuổi này, Charlotte được coi là một người đẹp xa cách, nhận thức được phẩm giá của mình và tìm cách đạt được sự hoàn hảo về đạo đức không thể đạt được. Cô ấy có xu hướng đánh giá những người xung quanh một cách khắc nghiệt và hòa thuận với anh trai Philippe hơn là với Léopold.

## Hôn nhân

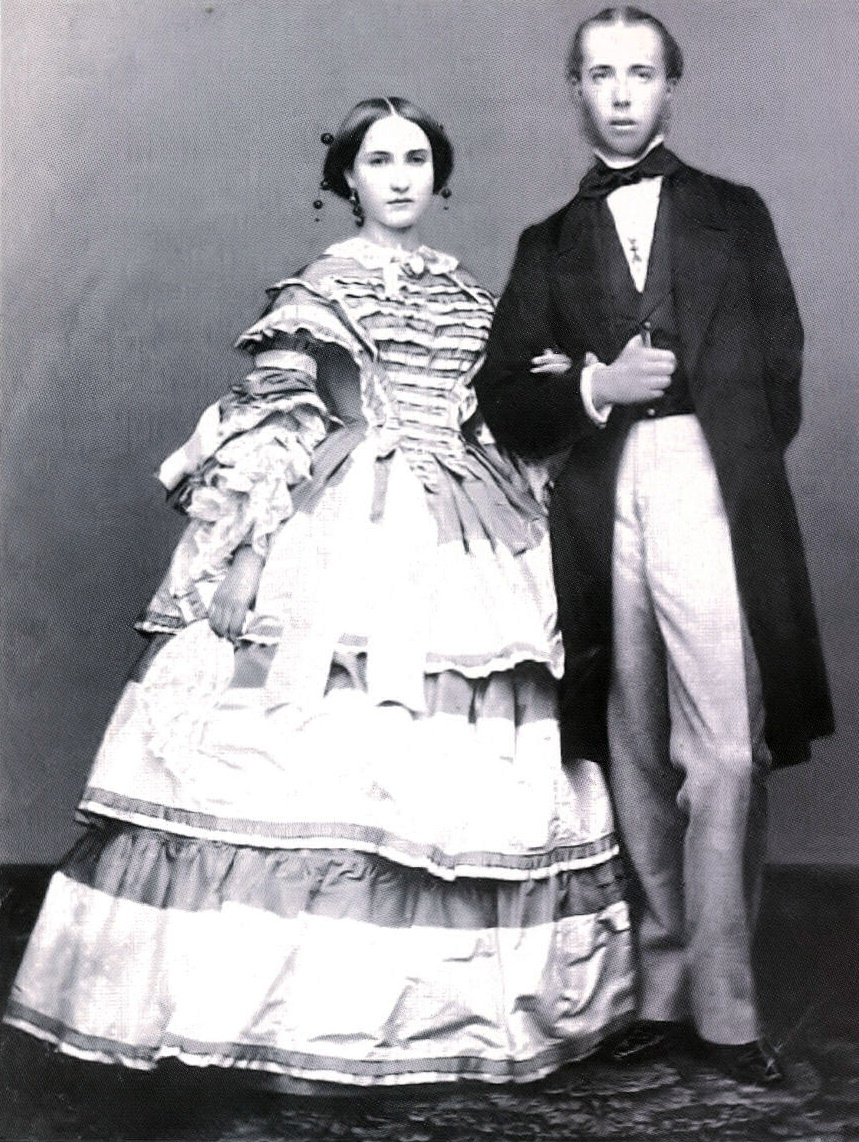
Charlotte của Bỉ và vị hôn phu Đại công tước Maximilian của Áo. Ảnh được chụp bởi Louis-Joseph Ghémar, năm 1857.

Thời trẻ, Charlotte giống mẹ và được nhận xét là một người đẹp sở hữu những đường nét thanh tú. Điều này, kết hợp với địa vị là con gái duy nhất của Vua Bỉ, khiến cô trở thành một đối tượng đáng mơ ước của nhiều vương tộc châu Âu. Năm 1856, khi cô chuẩn bị tổ chức sinh nhật lần thứ 16, hai người cầu hôn đã tìm đến cô: Vương tử Georg của Sachsen, vua tương lai của Vương quốc Sachsen (người nhanh chóng bị từ chối) và Vua Pedro V của Bồ Đào Nha. Sau này là ứng cử viên yêu thích của cả Nữ hoàng Victoria và Vua Léopold I. Theo lựa chọn cá nhân, và dưới ảnh hưởng của Madame d'Hulst (người khẳng định rằng tại triều đình Bồ Đào Nha sẽ không có linh mục nào hiểu bà), Charlotte đã từ chối lời cầu hôn với Vua Pedro V. Cô giải thích: "Đối với Pedro, đó là một ngai vàng, đó là sự thật, tôi sẽ là Vương hậu và Bệ hạ nhưng đó là gì, vương miện ngày nay là gánh nặng và sau này người ta hối hận biết bao vì đã đầu hàng trước những cân nhắc điên rồ như vậy".
Vào tháng 5 năm 1856, Charlotte gặp Đại công tước Maximilian của Áo tại Brussels, em trai của Hoàng đế Franz Joseph I. Cô ngay lập tức bị quyến rũ bởi vị hoàng tử hơn cô 8 tuổi. Ngay sau đó Charlotte đã tuyên bố: "Tôi sẽ kết hôn với anh ấy". Nhà vua đã để cho Charlotte tự do lựa chọn người chồng tương lai của mình; như cô ấy đã viết trong một bức thư gửi cho bà của mình là Maria Amalia: "Cha đã viết cho con bức thư vô tư nhất, đặt trước mắt con những ưu điểm của người này và người kia mà không muốn ảnh hưởng đến con theo bất kỳ cách nào". Về phần Léopold I, ông đã viết cho con rể tương lai của mình: "Vào tháng 5, anh đã giành được tất cả sự tin tưởng và lòng nhân từ của tôi. Tôi cũng nhận thấy rằng con gái nhỏ của tôi cũng chia sẻ những điều tương tự như thế; tuy nhiên, nhiệm vụ của tôi là phải xem xét và đánh giá một cách kỹ lưỡng". Charlotte tuyên bố: "Nếu Đại công tước được bổ nhiệm làm Phó vương quốc Ý, điều đó thật tuyệt vời, đó là tất cả những gì tôi muốn". Lễ đính hôn chính thức được cử hành vào ngày 23 tháng 12 năm 1856.
Charlotte tỏ ra phấn khởi trước viễn cảnh kết hôn với Maximilian, ca ngợi vị hôn phu mà cô đã hình dung về một số phận đặc biệt. Maximilian tỏ ra kém nhiệt tình hơn khi thương lượng về của hồi môn cho cô dâu của mình. Đại công tước nói về vị hôn thê của mình: "Cô ấy thấp, tôi cao, điều đó tương đối ổn. Cô ấy tóc nâu, tôi tóc vàng, điều đó cũng tốt. Cô ấy rất thông minh, điều đó hơi khó chịu, nhưng tôi chắc chắn sẽ vượt qua". Hôn lễ được cử hành vào ngày 27 tháng 7 năm 1857 tại Cung điện Hoàng gia Brussels. Cuộc hôn phối này với Nhà Habsburg-Lorraine đã nâng cao tính hợp pháp của triều đại Bỉ mới thành lập.
Hoàng đế Napoléon III đã tặng cặp đôi một bức tượng bán thân bằng sứ của Charlotte như một món quà cưới. Tại triều đình Vienna, cô được chào đón bởi mẹ chồng, Đại công tước phu nhân Sophie, người coi cô là hình mẫu hoàn hảo về một người vợ cho một Đại công tước Áo. Điều này góp phần vào mối quan hệ căng thẳng giữa Charlotte và Hoàng hậu Elisabeth xứ Bayern, vợ của Hoàng đế Franz Joseph I, người mà Sophie đối xử khá tàn nhẫn. Người ta nói rằng Charlotte không thích mối liên hệ sâu sắc tồn tại giữa Elisabeth và Maximilian, những người bạn tâm giao và có cùng sở thích về nhiều thứ, đặc biệt là vì chị dâu của cô được mọi người ngưỡng mộ vì vẻ đẹp và sự quyến rũ.

## Cuộc sống ở Ý và Marimare

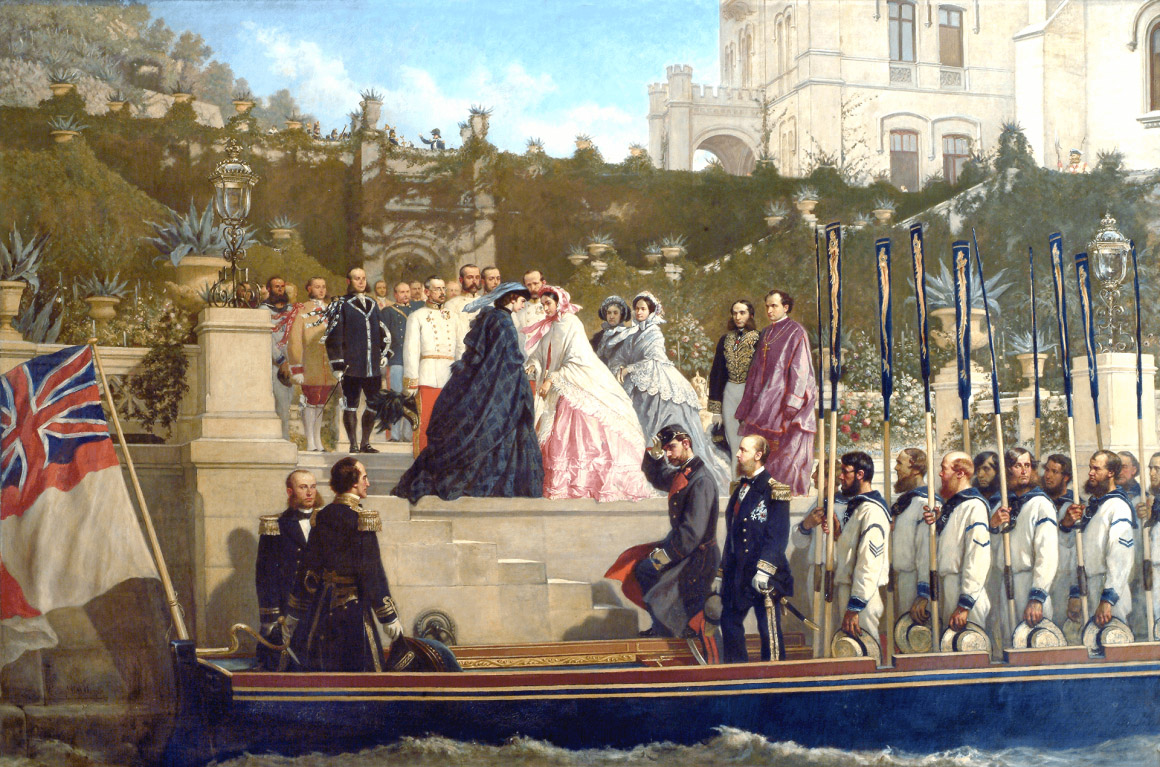
Chuyến viếng thăm của Hoàng hậu Elisabeth tại Castello di Miramare năm 1861, bởi Cesare Dell'Acqua, 1865. Charlotte của Bỉ (trong bộ váy hồng) chào đón Elisabeth trong khi chồng bà là Maximilian và anh trai Hoàng đế Franz Joseph I chờ đợi trên thuyền.

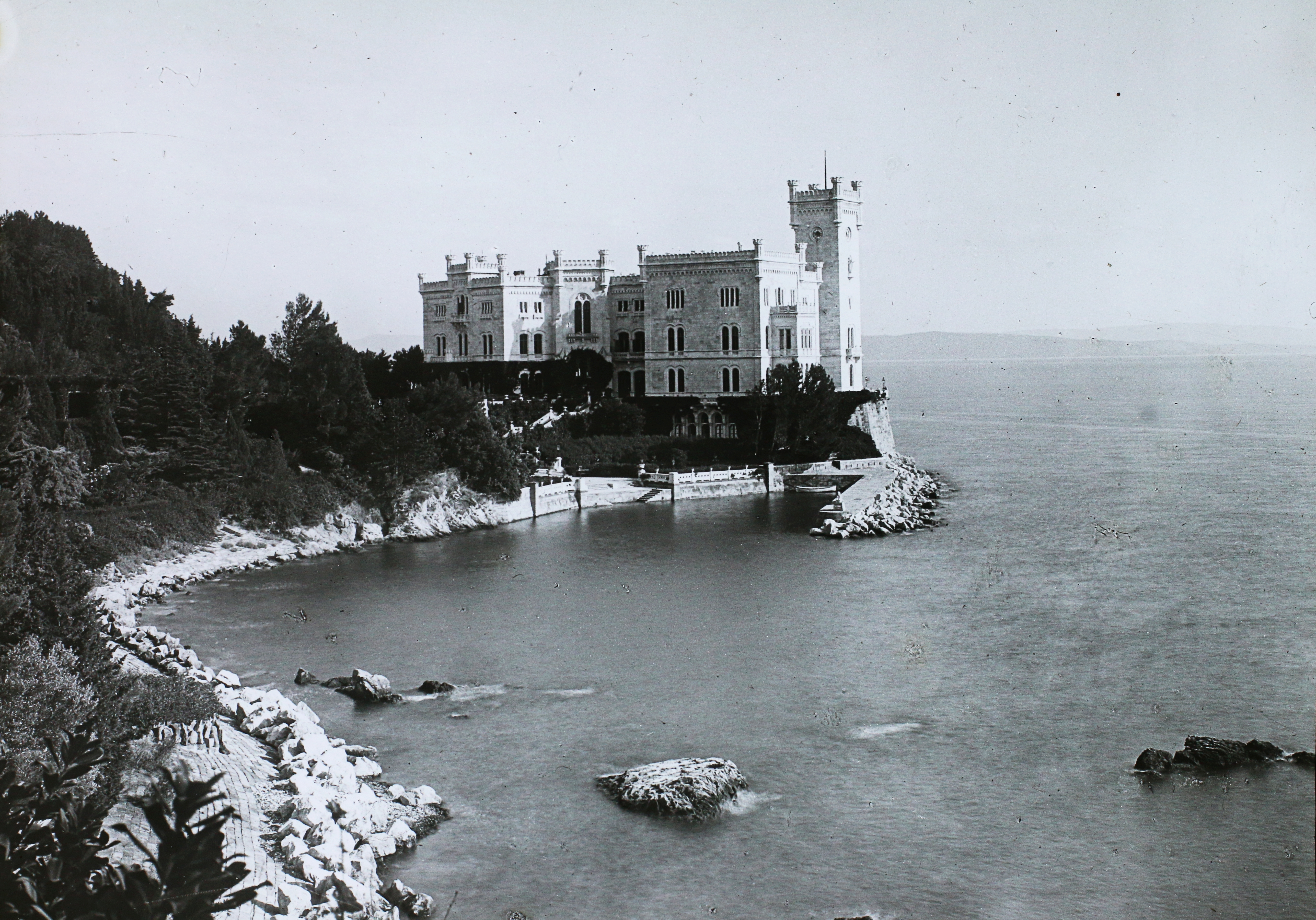
Lâu đài Miramare vào đầu thế kỷ 20.

Vào tháng 9 năm 1857, Hoàng đế Franz Joseph I của Đế chế Áo đã bổ nhiệm em trai mình là Maximilian làm Phó vương của Vương quốc Lombardo–Veneto. Sau một chặng dừng chân ngắn ở Cung điện Schönbrunn, nơi họ gặp gia đình Hoàng gia Áo, cặp đôi mới cưới đến Lâu đài Miramare của Maximilian, nơi họ ở lại trong 8 ngày. Sau đó, họ đến thăm Venice và Verona. Vào ngày 6 tháng 9 năm 1857, Charlotte và Maximilian đã long trọng bước vào Milan, nơi họ được chào đón nồng nhiệt. Một số tờ báo cho rằng bài lễ rước của họ trông có vẻ lố bịch vì những chiếc xe ngựa và trang phục được trang trí công phu quá mức. Leopold, Công tước xứ Brabant, đã viết thư cho Bá tước xứ Flanders: "Tất cả những người hầu đều đeo kích! Ở Paris, chúng tôi đã nói rất nhiều về điều này [...]. Nếu chúng tôi phạm tội ở đây vì quá đơn giản, họ sẽ bị đổ lỗi cho sự xa hoa của thời đại khác và ngày nay dường như đã quá lạc hậu".
Tại Ý, cặp vợ chồng Đại công tước chính thức cư trú tại Milan, trụ sở chính phủ của Vương quốc Lombardo–Veneto. Đôi khi ở tại Cung điện Hoàng gia, họ cũng dành thời gian ở Biệt thự Hoàng gia Monza. Với tư cách là Phó vương, Maximilian được phục vụ bởi một triều đình quan trọng đáng kể bao gồm các thị thần và thư ký. Charlotte được chăm sóc bởi các nữ quan, thị nữ và một căn phòng lớn. Charlotte dường như đã tận hưởng thời gian ở Venice. Trong lễ Phục sinh năm 1858, cô và Maximilian hành trình xuôi dòng Grand Canal trên một chiếc thuyền gondola nghi lễ. Charlotte cũng đã đến thăm một số tổ chức từ thiện và trường học. Các bữa tiệc và vũ hội được tổ chức để vinh danh họ nhưng họ thường vắn mặt.
Năm 1859, Charlotte mua đảo Lokrum và tu viện đổ nát của nó. Cô và Maximilian tiến hành biến tu viện Benedictine thành nơi ở thứ hai. Ở mức độ riêng tư, Maximilian bắt đầu bỏ bê vợ mình, người đã phàn nàn về sự cô đơn và buồn chán sau một năm kết hôn.
Vào ngày 10 tháng 4 năm 1859, Maximilian bị anh trai là Hoàng đế buộc phải từ chức Phó vương của Lombardo–Veneto. Ông đã tìm cách thực hiện những cải cách bị chính phủ ở Vienna coi là quá tự do, cũng như thể hiện sự dễ dãi đối với quân nổi dậy người Ý và tiêu xài hoang phí quá mức.
Do đó, Charlotte và Maximilian lui về Lâu đài Miramare ở Vịnh Trieste.  Việc xây dựng lâu đài tiếp tục trong suốt năm 1860, theo kế hoạch do Maximilian chuẩn bị và được tài trợ một phần từ của hồi môn của Charlotte. Anh trai của cô, Léopold II của Bỉ tương lai, đã ghi trong nhật ký của mình: "Việc xây dựng Lâu đài Miramare trong thời buổi này là một sự điên rồ vô hạn". Trong thời gian ở Miramare, Charlotte đã vẽ một bức chân dung bình dị về nơi ẩn dật này mặc dù sự ghẻ lạnh của hai vợ chồng dường như trở nên rõ rệt hơn. Charlotte tập cưỡi ngựa, vẽ tranh và bơi lội. Bà đóng vai trò quan trọng trong việc lên kế hoạch bố trí và tạc tượng cho những khu vườn rộng lớn của Miramare, đồng thời đóng góp một số bức tranh của chính mình cho phòng trưng bày của cung điện. 

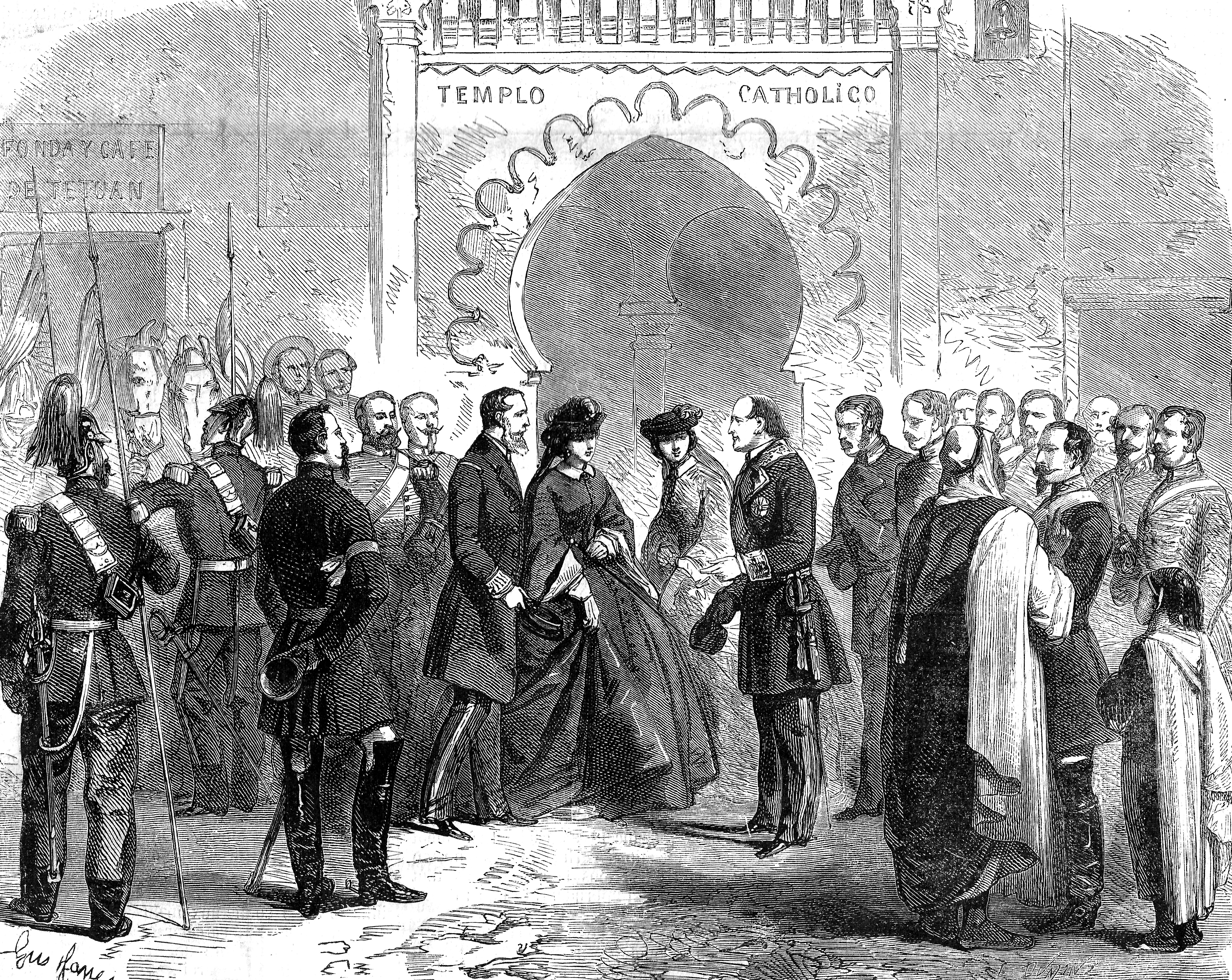
Maximilian và Charlotte đến thăm Tétouan vào tháng 3 năm 1860. Bản khắc của Gustave Janet.

Vào tháng 12 năm 1859, Charlotte và Maximilian bắt đầu một chuyến đi trên du thuyền Fantasia, đưa họ đến Madeira vào tháng 12 năm 1859, tại nơi Hoàng nữ Maria Amélia của Brazil, từng đính hôn với Maximilian, đã qua đời 6 năm trước đó. Tại nơi này, Đại công tước đã trải qua sự hối hận tột độ và những suy nghĩ u uất. Charlotte ở lại Funchal một mình trong 3 tháng, trong khi chồng cô tiếp tục hành trình đến Brazil, nơi ông ấy đến thăm ba bang: đầu tiên là Bahia, sau đó là Rio de Janeiro và cuối cùng là Espírito Santo. Khi trở về sau chuyến đi của mình, Maximilian trở lại qua Funchal, nơi ông và Charlotte chuẩn bị quay trở lại Trieste. Đầu tiên họ dừng chân ở Tétouan, nơi họ cập cảng vào ngày 18 tháng 3 năm 1860.
Vào ngày 3 tháng 10 năm 1863, một phái đoàn gồm những người nổi tiếng bảo thủ của Mexico đã đến Lâu đài Miramare để chính thức trao vương miện cho Maximillian, với mong muốn đưa ông lên ngai vàng của Đế chế Mexico. Hầu hết những người bảo thủ này là những phần tử phản động Mexico ở nước ngoài định cư ở châu Âu và chỉ được hưởng sự hỗ trợ hạn chế ở quê hương. Trên thực tế, các cuộc đàm phán về chủ đề này đã được tiến hành trong hơn 2 năm: Hoàng đế Napoléon III dự tính thành lập một quốc gia vệ tinh "La tinh và Công giáo" ở Mexico, quốc gia này sẽ hạn chế ảnh hưởng của Hợp chủng quốc Hoa Kỳ, khi đó đang rơi vào cuộc Nội chiến. Ông được khuyến khích trong dự án này bởi triển vọng thu hồi các khoản đầu tư và khoản vay của Pháp có nguy cơ gặp rủi ro do tình hình chính trị hỗn loạn ở Mexico. Với sự hỗ trợ của Lãnh địa Giáo hoàng, theo đó, ông đã tìm kiếm một vị nhà cai trị bù nhìn phù hợp để phục vụ với tư cách là hoàng đế trên danh nghĩa của Mexico. Sự lựa chọn của ông ấy là Maximilian, người không còn nắm giữ bất kỳ quyền lực nào ở các vùng do Áo cai trị ở miền Bắc Bán đảo Ý và háo hức với một vai trò thách thức hơn. Hoàng đế Pháp hứa sẽ hỗ trợ quân sự cho Maximilian nếu ông đồng ý lên đường đến Mexico. Tuy nhiên, Maximilian do dự và chậm đồng ý với liên doanh này. Hoàng đế Franz Joseph I tỏ ra mâu thuẫn với đề xuất này và các bộ trưởng của ông đã đặt câu hỏi về sự khôn ngoan của nó. Maximilian đã đồng ý với sự phê chuẩn của người dân Mexico. Charlotte có ý chí mạnh mẽ tin rằng việc khôi phục vương miện Mexico sẽ là sứ mệnh mang lại trật tự và văn minh dưới thời Nhà Habsburg cai trị Đế chế Tây Ban Nha, người sẽ một lần nữa cai trị một đế chế nơi mặt trời không bao giờ lặn; bà lập luận một cách dứt khoát để vượt qua những nghi ngờ của chồng mình. Maximilian nhận vương miện Mexico và cặp đôi chuẩn bị cho chuyến đi đến Tân Thế giới.

## Hoàng hậu Mexico

### Khởi hành đến Mexico

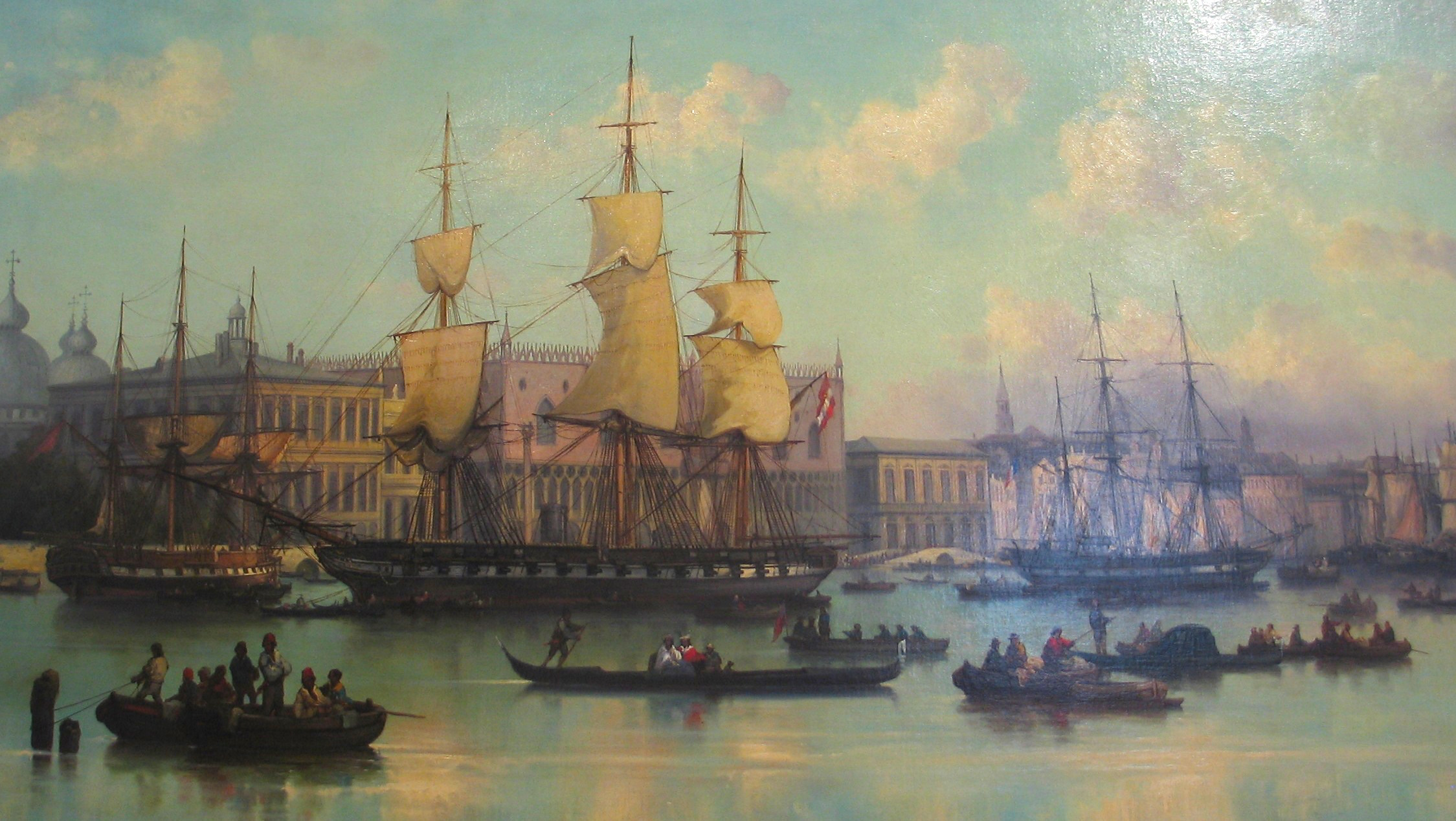
tàu khu trục nhỏ SMS Novara, được vẽ bởi Josef Püttner, sau năm 1862.

Vào ngày 10 tháng 4 năm 1864, trong một căn phòng tại Lâu đài Miramare, Maximilian và Charlotte được chính thức tuyên bố là Hoàng đế và Hoàng hậu của Đệ nhị Đế chế Mexico. Ông khẳng định nguyện vọng của người dân Mexico cho phép ông coi mình là đại biểu dân cử hợp pháp của người dân. Trên thực tế, Đại công tước đã bị thuyết phục bởi một số người bảo thủ Mexico, những người đã đảm bảo không chính xác với ông về sự ủng hộ lớn của quần chúng. Maximilian chỉ thị cho phái đoàn "bằng mọi cách phải đảm bảo an sinh, thịnh vượng, độc lập và toàn vẹn của quốc gia này".

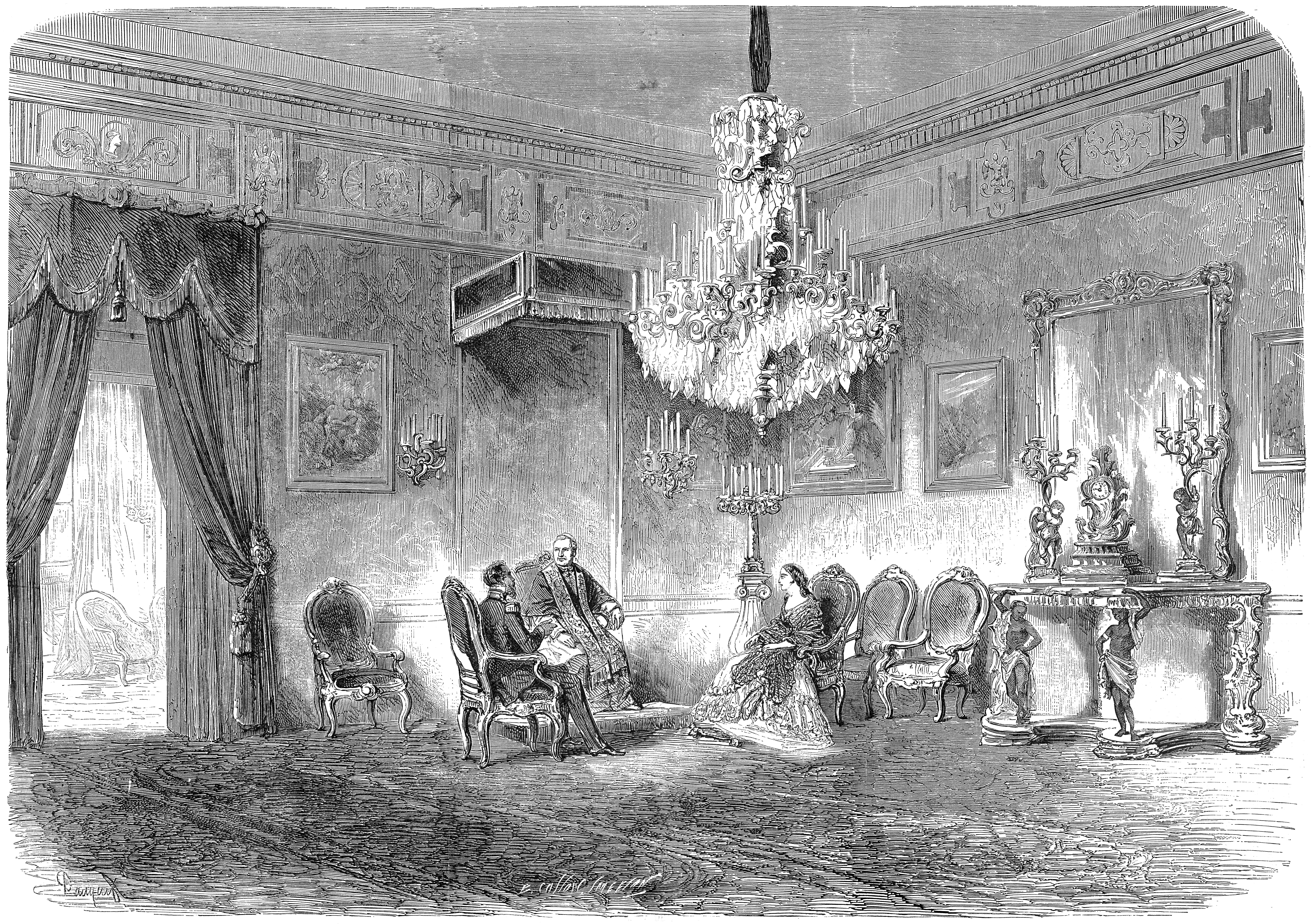
Khán giả của Maximilian và Charlotte với Giáo hoàng Piô IX vào ngày 19 tháng 4 năm 1864. Bản khắc của Ferdinand Laufberger.

Buổi tối cùng ngày, một buổi tiệc chính thức đã được lên kế hoạch tại Lâu đài Miramare trong phòng khách lớn ở Les Mouettes. Trong giai đoạn này, Đại công tước đang trên bờ vực Trầm cảm, Maximilian lui về căn hộ của mình, nơi ông được bác sĩ August von Jilek khám cho ông, người đã phát hiện ra vị Hoàng đế mới đang phủ phục và choáng ngợp đến mức bác sĩ đã hướng dẫn ông nghỉ ngơi trong ngôi nhà vườn của điền trang. Do đó, Charlotte chủ trì bữa tiệc một mình. Khởi hành đến Mexico được ấn định vào ngày 14 tháng 4. Khi đã lên tàu khu trục nhỏ SMS Novara của Áo và được hộ tống bởi khinh hạm Thémis của Pháp, Maximilian trở nên thanh thản hơn. Hoàng đế và Charlotte đã dừng lại ở Rome để nhận được sự ban phước của Giáo hoàng Piô IX. Vào ngày 19 tháng 4, trong buổi tiếp kiến giáo hoàng tại Cung điện Maffei Marescotti, chủ đề thu hồi tài sản của nhà thờ bị chính phủ Cộng hòa Mexico tịch thu đã bị lảng tránh. Tuy nhiên, Đức Thánh Cha nhấn mạnh rằng Maximilian sẽ phải tôn trọng các quyền của Giáo hội.
Trong thời gian dài vượt biển, Charlotte và Maximilian hiếm khi thảo luận về những khó khăn chính trị và ngoại giao nghiêm trọng mà họ phải đối mặt ở Mexico. Thay vào đó, họ dành thời gian chuẩn bị rất chi tiết các nghi thức của triều đình tương lai. Họ bắt đầu viết một bản thảo dài 600 trang liên quan đến các chức năng nghi lễ, điều chỉnh giao thức ở những khía cạnh nhỏ nhất của nó. SMS Novara đã dừng ở Madeira và Jamaica. Các con tàu gặp phải giông bão lớn trước khi dừng chân cuối cùng ở Martinique. Với cảng Veracruz trước mặt, Charlotte đã viết cho bà của mình: "Trong vài giờ nữa, cháu sẽ đặt chân đến quê hương mới của mình... Cháu rất thích vùng nhiệt đới và cháu chỉ mơ thấy bướm và chim ruồi [.. .]".

## Tước hiệu và vinh danh
Tước hiệu, danh hiệu
- 7 tháng 6 năm 1840 – 27 tháng 7 năm 1857: Her Royal Highness Vương nữ Charlotte của Sachsen-Coburg và Gotha Điện hạ
- 27 tháng 7 năm 1857 – 10 tháng 4 năm 1864: Her Royal Highness Đại vương công phu nhân Charlotte của Áo Điện hạ
- 10 tháng 4 năm 1864 – 15 tháng 5 năm 1867: Hoàng hậu Mexico Bệ hạ
  - tại Bỉ: 14 tháng 3 năm 1891 – 19 tháng 1 năm 1927: Her Royal Highness  Vương nữ Charlotte của Bỉ Điện hạ